# Collegio di Gorton and Denton
Gorton and Denton è un collegio elettorale situato nel Cheshire, nel Nord Ovest dell'Inghilterra, e rappresentato alla Camera dei comuni del Parlamento del Regno Unito. Elegge un membro del Parlamento con il sistema first-past-the-post, ossia maggioritario a turno unico; l'attuale parlamentare è Andrew Gwynne, eletto con il Partito Laburista nel 2024, ma sospeso dal partito nel febbraio 2025 per insulti verso gli elettori ed i colleghi di partito; siede ora come Indipendente.

## Estensione
Il collegio è costituito dai seguenti ward:
- nella città di Manchester: Burnage, Gorton and Abbey Hey, Levenshulme e Longsight;
- nel borgo metropolitano di Tameside: Denton North East, Denton South e Denton West.

Il collegio comprende le seguenti aree:
- Gorton, Levenshulme e Longsight, in precedenza parte del collegio, ora abolito, di collegio di Manchester Gorton
- Burnage, trasferito dal collegio di Manchester Withington
- i tre ward che costituiscono la città di Denton, in precedenza parte del collegio, ora abolito, di Denton and Reddish.

## Membri del parlamento
| Elezione | Elezione | Deputato      | Partito      |
| -------- | -------- | ------------- | ------------ |
|          | 2024     | Andrew Gwynne | Laburista    |
|          | 2025     | Andrew Gwynne | Indipendente |

## Risultati elettorali

### Elezioni negli anni 2020
| Partito                    | Partito                                      | Candidato                  | Risultati 4 luglio 2024 | Risultati 4 luglio 2024 |
| Partito                    | Partito                                      | Candidato                  | Voti                    | %                       |
| -------------------------- | -------------------------------------------- | -------------------------- | ----------------------- | ----------------------- |
|                            | Laburista                                    | Andrew Gwynne              | 18 555                  | 50,75                   |
|                            | Reform UK                                    | Lee Moffitt                | 5 142                   | 14,06                   |
|                            | Verde                                        | Amanda Gardner             | 4 810                   | 13,16                   |
|                            | Workers                                      | Amir Burney                | 3 766                   | 10,30                   |
|                            | Lib Dem                                      | John Reid                  | 2 888                   | 7,90                    |
|                            | Conservatore                                 | Ruth Welsh                 | 1 399                   | 3,83                    |
|                            |                                              |                            |                         |                         |
| Iscritti                   | Iscritti                                     | Iscritti                   | 78 125                  | 100,00                  |
| ↳ Votanti (% su iscritti)  | ↳ Votanti (% su iscritti)                    | ↳ Votanti (% su iscritti)  | 36 735                  | 47,02                   |
| ↳ Astenuti (% su iscritti) | ↳ Astenuti (% su iscritti)                   | ↳ Astenuti (% su iscritti) | 41 390                  | 52,98                   |
|                            |                                              |                            |                         |                         |
|                            | Esito: collegio a Laburista (nuovo collegio) |                            |                         |                         |